# Villiers-Louis
Villiers-Louis és un municipi francès, situat al departament del Yonne i a la regió de Borgonya - Franc Comtat. L'any 2007 tenia 449 habitants.

## Demografia

### Població
El 2007 la població de fet de Villiers-Louis era de 449 persones. Hi havia 168 famílies, de les quals 28 eren unipersonals (20 homes vivint sols i 8 dones vivint soles), 66 parelles sense fills, 66 parelles amb fills i 8 famílies monoparentals amb fills.
La població ha evolucionat segons el següent gràfic:
Habitants censats

### Habitatges
El 2007 hi havia 211 habitatges, 175 eren l'habitatge principal de la família, 30 eren segones residències i 6 estaven desocupats. 208 eren cases i 3 eren apartaments. Dels 175 habitatges principals, 150 estaven ocupats pels seus propietaris, 24 estaven llogats i ocupats pels llogaters i 1 estava cedit a títol gratuït; 6 tenien dues cambres, 25 en tenien tres, 48 en tenien quatre i 96 en tenien cinc o més. 145 habitatges disposaven pel capbaix d'una plaça de pàrquing. A 63 habitatges hi havia un automòbil i a 107 n'hi havia dos o més.

### Piràmide de població
La piràmide de població per edats i sexe el 2009 era:
| Homes | Edats   | Dones |
| ----- | ------- | ----- |
| 0     | 95 o +  | 0     |
| 0     | 90 a 94 | 0     |
| 0     | 85 a 89 | 8     |
| 4     | 80 a 84 | 0     |
| 0     | 75 a 79 | 0     |
| 8     | 70 a 74 | 0     |
| 12    | 65 a 69 | 4     |
| 8     | 60 a 64 | 12    |
| 16    | 55 a 59 | 4     |
| 28    | 50 a 54 | 32    |
| 8     | 45 a 49 | 16    |
| 20    | 40 a 44 | 12    |
| 16    | 35 a 39 | 12    |
| 8     | 30 a 34 | 8     |
| 8     | 25 a 29 | 12    |
| 12    | 20 a 24 | 20    |
| 28    | 15 a 19 | 8     |
| 12    | 10 a 14 | 4     |
| 12    | 5 a 9   | 8     |
| 12    | 0 a 4   | 8     |

## Economia
El 2007 la població en edat de treballar era de 307 persones, 241 eren actives i 66 eren inactives. De les 241 persones actives 223 estaven ocupades (124 homes i 99 dones) i 19 estaven aturades (9 homes i 10 dones). De les 66 persones inactives 26 estaven jubilades, 22 estaven estudiant i 18 estaven classificades com a «altres inactius».

### Ingressos
El 2009 a Villiers-Louis hi havia 178 unitats fiscals que integraven 476 persones, la mediana anual d'ingressos fiscals per persona era de 19.716 €.

### Activitats econòmiques
Dels 11 establiments que hi havia el 2007, 1 era d'una empresa alimentària, 1 d'una empresa de fabricació d'altres productes industrials, 3 d'empreses de construcció, 1 d'una empresa de comerç i reparació d'automòbils, 1 d'una empresa d'informació i comunicació, 3 d'empreses de serveis i 1 d'una empresa classificada com a «altres activitats de serveis».
Dels 3 establiments de servei als particulars que hi havia el 2009, 1 era un paleta, 1 guixaire pintor i 1 lampisteria.
L'any 2000 a Villiers-Louis hi havia 11 explotacions agrícoles que ocupaven un total de 1.452 hectàrees.

## Equipaments sanitaris i escolars
El 2009 hi havia una escola elemental integrada dins d'un grup escolar amb les comunes properes formant una escola dispersa.

## Poblacions més properes
El següent diagrama mostra les poblacions més properes.